# Marsac (Charente)
Marsac település Franciaországban, Charente megyében. Lakosainak száma 766 fő (2022. január 1.). Marsac Asnières-sur-Nouère, Saint-Genis-d’Hiersac, Vindelle és La Boixe községekkel határos.

## Népesség
A település népessége az elmúlt években az alábbi módon változott:
| Lakosok száma | 505  | 600  | 720  | 769  | 824  | 836  | 827  | 822  | 815  | 766  |
|               | 1968 | 1982 | 1999 | 2006 | 2011 | 2015 | 2017 | 2018 | 2020 | 2022 |